# Mintho ruiventris
Mintho ruiventris är en tvåvingeart som först beskrevs av Fallen 1817.  Mintho ruiventris ingår i släktet Mintho och familjen parasitflugor. Inga underarter finns listade i Catalogue of Life.